# 원종고 (전한)
원종고(轅終古, ? ~ 기원전 104년)는 전한 중기의 군인으로, 회계군 전당현(錢唐縣) 사람이다.

## 생애
원봉 원년(기원전 111년) 겨울, 전한의 침공을 받은 동월(東越)에서는 순북장군(徇北將軍)을 시켜 무림(武林)을 지키게 하였다. 전한의 누선장군(樓船將軍) 양복은 이를 물리쳤고, 양복 휘하의 병졸 원종고는 순북장군을 벤 공로로 어아후(蘌兒侯)에 봉해졌다.
태초 원년(기원전 104년)에 죽었고, 후사가 없어 봉국이 폐지되었다.

## 출전
- 사마천, 《사기》
  - 권20 건원이래후자연표
  - 권114 동월열전
- 반고, 《한서》
  - 권17 경무소선원성공신표
  - 권95 서남이양월조선전

| 선대 (첫 봉건) | 전한의 어아후 기원전 110년 윤월 계묘일 ~ 기원전 104년 | 후대 (봉국 폐지) |